# Otway-Massiv
Das Otway-Massiv ist ein markantes, hauptsächlich eisfreies und 3200 m hohes Bergmassiv mit einer Ausdehnung von rund 112 km² in der antarktischen Ross Dependency. Es ragt am Zusammenfluss von Mill-Gletscher und Mill-Stream-Gletscher am nordwestlichen Ende der Grosvenor Mountains auf.
Erkundet und benannt wurde es von der Südgruppe einer von 1961 bis 1962 durchgeführten Kampagne im Rahmen der New Zealand Geological Survey Antarctic Expedition. Benannt ist es nach Peter Miles Otway (* 1936), einem Teilnehmer der Expedition.